# Приднестровие
Приднестровската молдовска република, наричана още Приднестровие, е самопровъзгласила се държава в източната част на Република Молдова.
На 2 септември 1990 г. е провъзгласена Приднестровска молдовска република (съкр. ПМР), която няма международноправен статут. Република Молдова със закон обявява автономия на региона през 2005 г.

## География
Територията на Приднестровие представлява дълга и тясна ивица на левия бряг на река Днестър, на север включва и малък район на десния бряг на реката. На изток граничи с Украйна.
Населена е основно с руснаци, украинци, молдовани и българи (село Паркани). Административно се дели на районите Григориопол, Слобозия, Дубосари, Рибница, Каменка и градовете Тираспол и Бендери (на десния бряг на Днестър).
Градове: Тираспол, Бендери, Каменка, Рибница, Дубосари, Григориопол, Слобозия.

## История
Средновековие
През ранното Средновековие регионът е населен от славянските племена уличи и тиверци, както и от прабългари, печенеги, узи и кумани. Части от територията му са били в Първата и Втората български държави, по-късно и в Киевската Рус, а през 15 век – във Великото литовско княжество. Северната част на Приднестровие влиза в историческия регион Подолие, а южната през 1504 г. попада под властта на Османската империя.
Регионът, все още слабо населен, влиза в състава на Руската империя през 1792 г. В края на 18 век Руската империя извършва колонизация на този район с цел защита на своята югозападна граница. Руските власти поощряват миграцията в територията на днешното Приднестровие на украинци, руснаци, българи и немци.
През 19 век цялото Приднестровие с големите градове Бендери и Тираспол е в състава на Русия (Подолска и Одеска губерния). От време на време претенции към региона предявява Румъния, но тя никога – дори след Първата световна война – не го завзема. Единствено изключение представлява град Бендери, който от 1918 до 1940 г. влиза в състава на румънската провинция Молдова. Останалата част от Приднестровието през 1917 г. влиза в състава на Украйна, а през 1922 г. заедно с Украйна става част от СССР.
Между световните войни
През 1924 г. в Приднестровието е създадена Молдовска автономна съветска социалистическа република (МАССР) в състава на Украинска ССР. По замисъл на Сталин тя е трябвало да бъде плацдарм за завръщане на Молдова, тъй като СССР никога не се примирява с нейната загуба (спрямо територията на Руската империя). За официални езици са обявени руски, украински и молдовски език (според лингвисти молдовският език е изкуствено създаден по идея на Сталин, който го обявява за отделен от румънски език и връща използването на кирилица вместо латиница). Столица на МАССР става град Балта (украински град, включен в състава на МАССР заедно със съседните му райони за увеличаване на нейната територия и за намаляване на процентното превъзходство на румънското население), но столицата е пренесена (1929) в Тираспол, който изпълнява тези функции до 1940 г.
Според съветско-германския Пакт Молотов-Рибентроп от август 1939 година източната част на Румъния е включена в сферата на влияние на СССР. Ключовият фактор, възпиращ Сталин от незабавна окупация на Бесарабия, са споразуменията за приятелство и взаимопомощ между Франция и Румъния. Такива гаранции са предоставени и на Полша от страна на Великобритания, в резултат на което Великобритания обявява война на Германия след нейното нападение над Полша. След поражението на Полша във войната с Германия съветските войски окупират териториите на Западна Украйна и Западен Беларус през септември 1939 г. След капитулацията на Франция през юни 1940 г. СССР в ултимативна форма иска от Румъния да му предаде територията на Бесарабия, Северна Буковина и областта Херца. Лишила се от поддръжката на Франция и сблъскала се с териториалните претенции на Унгария и България, Румъния е принудена да приеме отправения от Сталин ултиматум. Анексираната от СССР територия на Бесарабия (с изключение на Южна Бесарабия, която е включена в Одеска област на Украинската ССР) е обединена с МАССР в Молдавска съветска социалистическа република със столица Кишинев. Град Балта и прилежащите ѝ райони са върнати в състава на УССР. Северна Буковина и областта Херца образуват Черновицка област и са включени в границите на УССР.
Втора световна война
Новата геополитическа ситуация не се запазва дълго. Още през 1941 г. Германия и нейните съюзници нападат СССР и Румъния получава възможност да си върне териториите, окупирани по-рано от СССР. В границите на Велика Румъния (Romania Mare) влизат не само териториите, изгубени през 1940 г., но и цялата област между реките Южен Буг и Днестър (включително гр. Балта, Виница и Одеса), които общо се наричали Транснистрия (Задднестровие).
През 1944 г., с напредване на Червената армия на Балканите, границите са върнати от времето отпреди войната (според някои сведения Сталин планирал да присъедини към СССР цяла Румъния, но тези планове така или иначе не са осъществени).

## Статут
На 27 август 1991 г. Молдавската ССР обявява независимост. С това се изострят отношенията между централната власт и местното предимно рускоезично население. Започват арести на руски и украински националисти, което води до разпалване на тлеещия конфликт. На арестите на политическите активисти и ръководители самопровъзгласилата се ПМР отговаря с формиране на собствени въоръжени формирования (Републиканска гвардия) и взима под свой контрол местните органи на милицията.
Република
Провъзгласена е Приднестровска молдовска република на 2 септември 1990 г. със столица град Тираспол. Химнът на ПМР е Мы славим тебя, Приднестровье („Славим те, Приднестровие“). Първият президент на ПМР е Игор Смирнов, наследен (2011) от Евгений Шевчук.
До 2000 година на официалното знаме на ПМР отсъства съветската символика, но в последно време на него отново се появяват сърп и чук като по времето на Молдавската ССР.
В чужбина
Международноправният статут на Приднестровската молдовска република не е уреден – не е получила признание на суверенна държава от международната общност, включително и от България, а е призната (2006) само от няколко нови държави с оспорван статут: Южна Осетия, Абхазия, Нагорно-Карабахска република. 
В самопровъзгласилата се република има демократично избрани органи на властта, признати от някои членове на световната общност като законни представители на населението на Приднестровието, разполагащи с пълномощия за водене на преговори от тяхно име.
Българският външен министър Соломон Паси посещава Приднестровието през 2004 г. в качеството си на председателстващ ОССЕ. Той се среща с Игор Смирнов и посещава село Паркани, което е може би най-голямото българско селище извън сегашните граници на България.
Към момента фактически съществува граница между ПМР и Молдова, с 3 гранични пункта – от молдовска и приднестровска страна и на силите на ОССЕ между тях.
Закон на Молдова
На 22 юли 2005 г. парламентът на Молдова одобрява законопроект за статута на Приднестровието, според който руските военни части трябва да напуснат областта до 31 декември 2006 г. Приднестровието се лишава от статута на суверенна държава и влиза с голяма автономия в състава на Молдова. Статутът на Приднестровието е определен като „административно-териториално образувание във форма на република в състава на Република Молдова“. Областта трябва да влезе в единното икономическо, митническо и валутно пространство на Молдова, но получава собствена конституция и правителство, сформирано от Върховния съвет на Приднестровието – законодателен орган, който ще се избира след всенародно гласуване. Този закон е сдържано негативно оценен от посредниците в урегулирането на конфликта (Русия, Украйна и ОССЕ). Към днешна дата преговорите за окончателния статут продължават.
Референдум
На 17 септември 2006 г. e проведен референдум за определяне на статута на Приднестровието. Гражданите трябва да отговорят на 2 въпроса:
- Поддържате ли курса към независимост на Приднестровската Молдовска република и последвалото ѝ свободно присъединяване към Русия? и
- Смятате ли за възможно отказването от независимостта на Приднестровската молдовска република и влизането ѝ в състава на Молдова?.

С преобладаващо мнозинство населението на Приднестровието се произнася за независимост и съюз с Русия. Резултатите от референдума обаче са оспорени от т. нар. Международна общност. Молдова също не го признава.